# Setaria orthosticha
Setaria orthosticha là một loài thực vật có hoa trong họ Hòa thảo. Loài này được K.Schum. ex R.A.W.Herrm. miêu tả khoa học đầu tiên năm 1910.